# 中国小鲵
中国小鲵（学名：Hynobius chinensis）为小鲵科小鲵属的两栖动物，是中国的特有物种。分布于福建、湖北等地。该物种的模式产地在湖北宜昌。